# Microliabum polymnioides
Microliabum polymnioides là một loài thực vật có hoa trong họ Cúc. Loài này được (R.E.Fr.) H.Rob. mô tả khoa học đầu tiên năm 1990.